# هلسینگور
هِلسینگور (دانمارکی: Helsingør) یک زیستگاه انسانی در دانمارک است که در شهرستان هلسینگور واقع شده‌است.

## خصوصیات
هلسینگور ۱۲۱٫۶۱ کیلومترمربع مساحت و ۶۱٬۵۱۹ نفر جمعیت دارد و ۸ متر بالاتر از سطح دریا واقع شده‌است.

## خواهرخوانده
شهرهای هارستاد، پارنو، واسا، روی ملمزون، Uummannaq، سانرمو، اومئو، لیک ال سینور، کالیفرنیا، هلسینگبورگ و گدانسک خواهرخوانده‌های هلسینگور هستند.